# Simon Vitzthum
Simon Vitzthum, né le 19 janvier 1995 à Arbon, est un coureur cycliste suisse. Il participe à des compétitions sur piste, sur route, en cyclo-cross et en VTT.

## Biographie
Simon Vitzthum est un cycliste polyvalent, actif à partir de 2011. À ses débuts, il pratique principalement des courses de cyclo-cross et de VTT. En 2013, il est vice-champion de Suisse chez les juniors (moins de 19 ans) dans ces deux disciplines. En 2016, il est vice-champion de Suisse de cyclo-cross espoirs, derrière Timon Rüegg.
En 2019, il devient sur route champion de Suisse de la montagne et sur piste champion de Suisse de course par élimination. L'année suivante, il décroche le titre sur la course scratch. En novembre 2020, il participe à ses premiers championnats d'Europe sur piste à Plovdiv, en Bulgarie, où il obtient la médaille de bronze sur la poursuite par équipes avec Dominik Bieler, Lukas Rüegg et Claudio Imhof.
Aux championnats d'Europe sur piste de 2021, il remporte à domicile la médaille d'argent en poursuite par équipes avec Imhof, Valère Thiébaud et Alex Vogel. Entre 2019 et 2024, il gagne un total de 13 titres nationaux sur piste.
Au début de l'été 2024, Simon Vitzthum annonce qu’il se retire du cyclisme à l'issue de l'année. Il occupe ensuite un poste au sein de Swiss Cycling.

## Palmarès sur piste

### Championnats d'Europe
| Édition / Épreuve | Poursuite par équipes | Course aux points |
| Plovdiv 2020      | Bronze                | 9e                |
| Granges 2021      | Argent                |                   |

### Championnats nationaux
- 2019
  -  Champion de Suisse de course par élimination
- 2020
  -  Champion de Suisse du scratch
  - 2e du championnat de Suisse de course aux points
  - 3e du championnat de Suisse de poursuite par équipes
- 2021
  -  Champion de Suisse de course aux points
  - 2e du championnat de Suisse de l'américaine
- 2022
  -  Champion de Suisse du kilomètre
  -  Champion de Suisse de poursuite
  -  Champion de Suisse de course aux points
  -  Champion de Suisse de l'américaine (avec Valère Thiébaud)
  -  Champion de Suisse d'omnium
- 2023
  -  Champion de Suisse de poursuite par équipes
  -  Champion de Suisse de l'américaine (avec Claudio Imhof)
- 2024
  -  Champion de Suisse de course aux points
  -  Champion de Suisse d'omnium
  -  Champion de Suisse de course par élimination
  - 3e du championnat de Suisse du scratch

## Palmarès sur route
- 2018
  - Coire-Arosa
- 2019
  -  Champion de Suisse de la montagne (Coire-Arosa)
- 2020
  - 2e de Coire-Arosa
- 2021
  - 2e du Grand Prix Mobiliar
- 2022
  -  Champion de Suisse sur route élites nationaux[5]
  - Tour de Berne
  - 3e du Tour de la Mirabelle
  - 3e du championnat de Suisse du contre-la-montre élites nationaux
- 2023
  - GP Cham-Hagendorn
  - 2e du championnat de Suisse du contre-la-montre élites nationaux
- 2024
  -  Champion de Suisse du contre-la-montre élites nationaux
  - 2e du Grand Prix Mobiliar

### Classements mondiaux
| Année                                 | 2022  | 2023  | 2024  |
| ------------------------------------- | ----- | ----- | ----- |
| Classement mondial                    | 1394e | 2017e | 2585e |
| UCI Europe Tour                       | 946e  | nc    | nc    |
|                                       |       |       |       |
| Légende : nc = non classéSource : UCI |       |       |       |

## Palmarès en cyclo-cross
- 2012-2013
  - 2e du championnat de Suisse de cyclo-cross juniors
- 2015-2016
  - 2e du championnat de Suisse de cyclo-cross espoirs

## Palmarès en VTT
- 2013
  - 2e du championnat de Suisse de cross-country juniors
- 2017
  - 2e du championnat de Suisse de cross-country espoirs
- 2020
  - PROFFIX Swiss Bike Cup